# Il était une fois à New York City
 (juin 2015).
Si vous disposez d'ouvrages ou d'articles de référence ou si vous connaissez des sites web de qualité traitant du thème abordé ici, merci de compléter l'article en donnant les références utiles à sa vérifiabilité et en les liant à la section « Notes et références ».
Pistes de Oliver et Compagnie
Mais pourquoi m'en faire ?
Il était une fois à New York City, ou Once Upon a Time in New York City en version originale, est une chanson provenant du film d'animation de Disney Oliver et Compagnie, sorti en 1988. Les paroles ont été écrites par Howard Ashman en version originale, et la musique a été composée par Barry Mann.

## Titre en autres langues
(janvier 2018).
Le contenu est difficilement compréhensible vu les erreurs de traduction, qui sont peut-être dues à l'utilisation d'un logiciel de traduction automatique.
- Arabe : ونقول كان يا مكان في بلد بعيد (Wanaqul kan ya makan fi balad baeid : « Et nous disons que c'était quelque part loin »)
- Coréen : 그 작품은 당시의 뉴욕시를 (« L'œuvre représente la ville de New York à l'époque »)
- Danois : I et eventyr i New York City (« Dans une aventure à New York »)
- Espagnol : Nueva York, ciudad de la aventura (« New York, ville de l'aventure »)
- Finnois : Olipa kerran New Yorkissa (« Il était une fois à New York »)
- Grec : Μια φορά κι έναν καιρό στο New York City (Mia forá ki énan kairó sto New York City) (« Il était une fois à New York »)
- Hébreu : היה אי שם בניו-יורק סיטי (« Était quelque part à New York »)
- Hongrois : Egyszer régen New Yorkban (« Il était une fois à New York »)
- Islandais : Ennþá gerast ævintýr (« Les aventures sont toujours en cours »)
- Italien : Le favole di New York City (« Les fables de New York »)
- Japonais : いつかニューヨークの街で (Itsuka nyūyōku no machi de : « Un jour dans la ville de New York »)
- Néerlandais : Sprookjes Komen uit in New York City (« Les contes de fées deviennent réalité à New York »)
- Norvégien : Alle har en drøm i New York City (« Tout le monde a un rêve à New York »)
- Polonais : Pewnego razu w Nowym Jorku (« Il était une fois à New York »)
- Portugais : Nova York é uma cidade grande e tentadora (« New York est une ville grande et tentante »)
- Roumain : A fost odată în orașul New York (« Il était une fois à New York »)
- Russe : Простым Нью-Йоркским утром (Prostym N'yu-Yorkskim utrom : « Sur un simple matin de New York »)
- Suédois : Nånting är på gång i New York City (« Il se passe quelque chose à New York »)
- Thaï : กาลครั้งหนึ่งในนิวยอร์ค (« Il était une fois à New York »)
- Turc : Bir zaman önce New York kentinde (« Il était une fois à New York »)